# Plantentuin Universiteit Gent

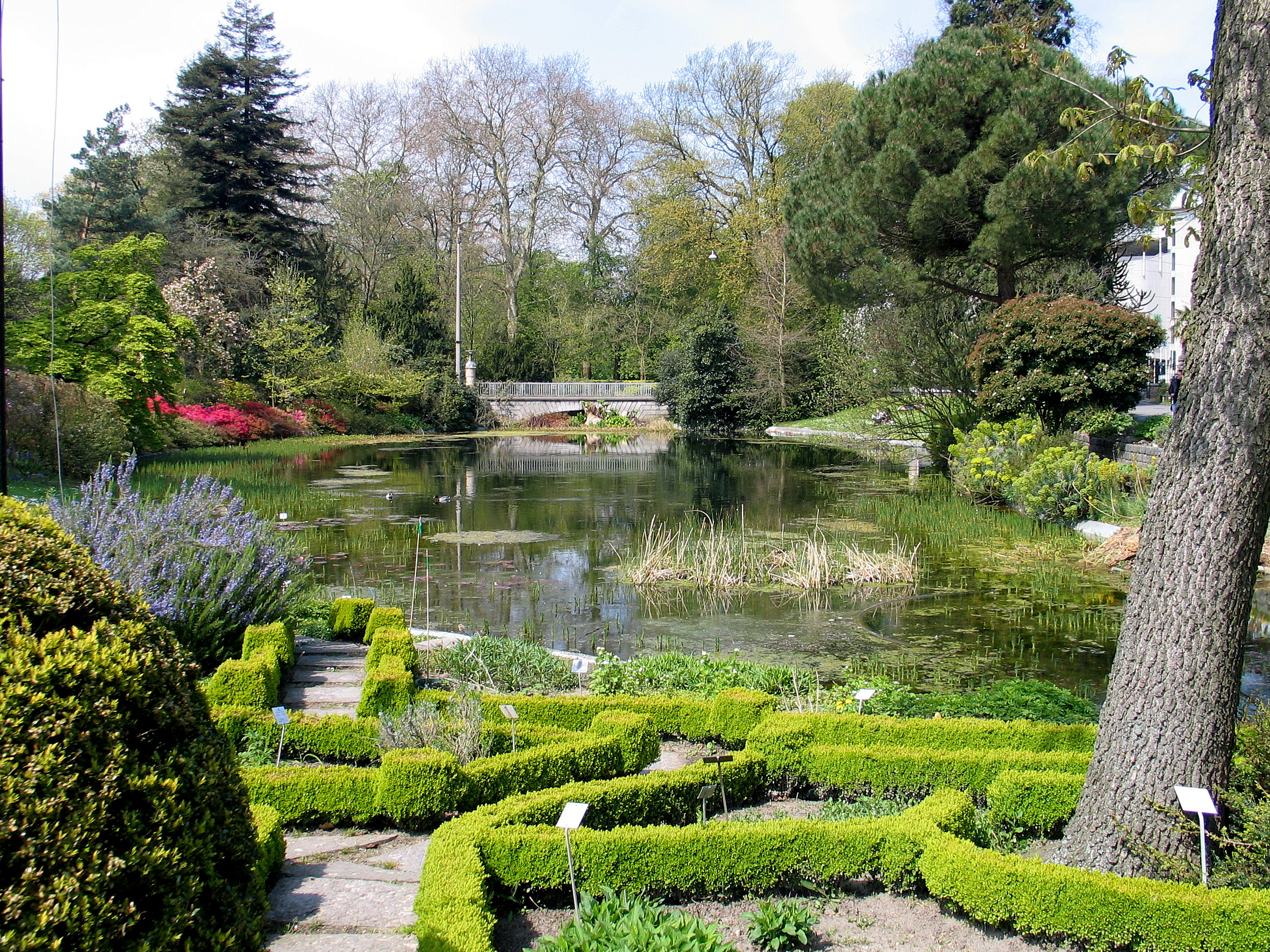
De vijver in de plantentuin

Plantentuin Universiteit Gent is de plantentuin of hortus botanicus van de Universiteit Gent en bevindt zich naast het Ledeganck-complex, aan de rand van het Citadelpark in Gent. De plantentuin is lid van de Vereniging Botanische Tuinen en Arboreta en aangesloten bij Botanic Gardens Conservation International, een non-profitorganisatie die botanische tuinen verenigt in een wereldwijd samenwerkend netwerk om te komen tot het behoud van de biodiversiteit van planten.

## Geschiedenis
De Plantentuin werd in 1794 opgericht onder het bewind van Napoleon als deel van een ‘École centrale’. Deze school was ondergebracht in de Baudeloo-abdij met Bernard Coppens als de eerste directeur.
Tijdens de Franse periode, in 1804, werd de plantentuin overgedragen aan de stad Gent. Zij stonden in voor het onderhoud en beheer van de tuin. In 1817 werd de Gentse Universiteit door Willem I opgericht. Een jaar later werd een overeenkomst gesloten met het stadsbestuur waarin de universiteit het vruchtgebruik kreeg over de plantentuin.
Aanhoudende discussies tussen de universiteit en het stadsbestuur over wie instond voor het onderhoud van de tuin hielden de nodige herstellingswerken aan de gebouwen tegen. Bovendien werd de tuin te klein en tastte het roet van de omliggende fabrieken de plantencollectie aan. De nood aan zelfbestuur en een nieuwe locatie voor de plantentuin groeide bij de universiteit.
In 1903 verhuisde de plantentuin naar een stuk grond gelegen aan het Citadelpark. Tijdens de jaren ’30 werden een reeks nieuwe serres gebouwd. Met de fondsen van Marshallplan werd een rotstuin ingericht. Tien jaar later startte de bouw van het Ledeganck-complex die vandaag typerend is voor het uitzicht van de tuin.
Sinds 2012 is de Plantentuin Universiteit Gent een erkend erfgoedmuseum. In maart 2020 opent in het Ledeganckcomplex het nieuwe GUM (Gents Universiteitsmuseum).

## Collectie
De Plantentuin beheert een biodiversiteitscollectie van ongeveer 10000 plantensoorten. Hiertoe behoren, naast de levende collecties zowel buiten als in serres, een uitgebreide zadenbank en een herbarium. De levende collectie bestaat uit een arboretum, een mediterrane afdeling, een afdeling planten en mensen, systematische tuinen en een rotstuin. De kassen bestaan uit de Victoriakas met onder andere Victoria amazonica, Euryale ferox en Victoria cruziana, een tropische en subtropische kas en een succulentenkas.
De tuin en de publiekskassen (Victoriakas, tropische kas en subtropische kas) zijn dagelijks gratis toegankelijk. Daarnaast zijn de levende collecties ook online raadpleegbaar via PLANTCOL.

## Foto's

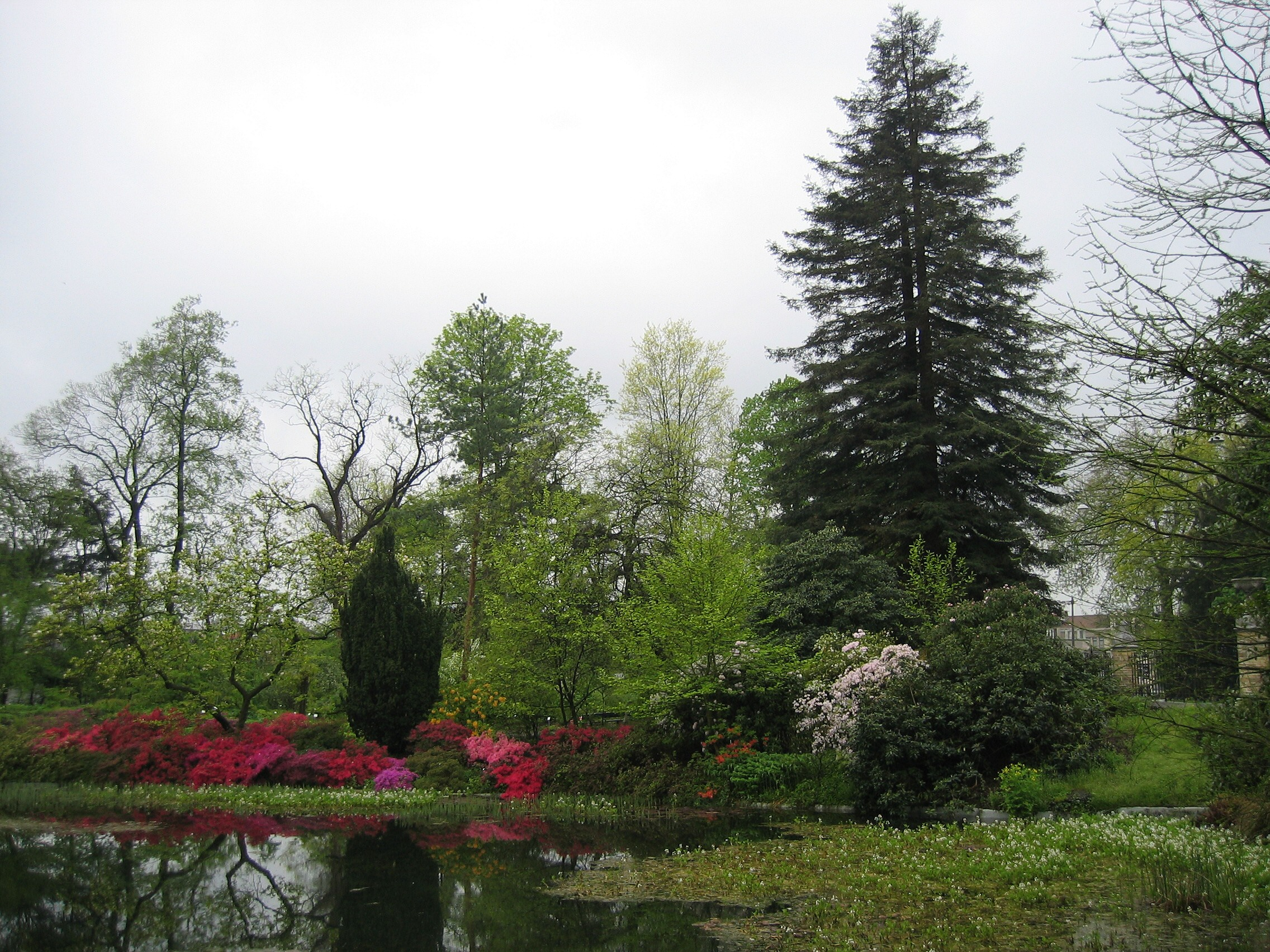
Deel van het arboretum en vijver
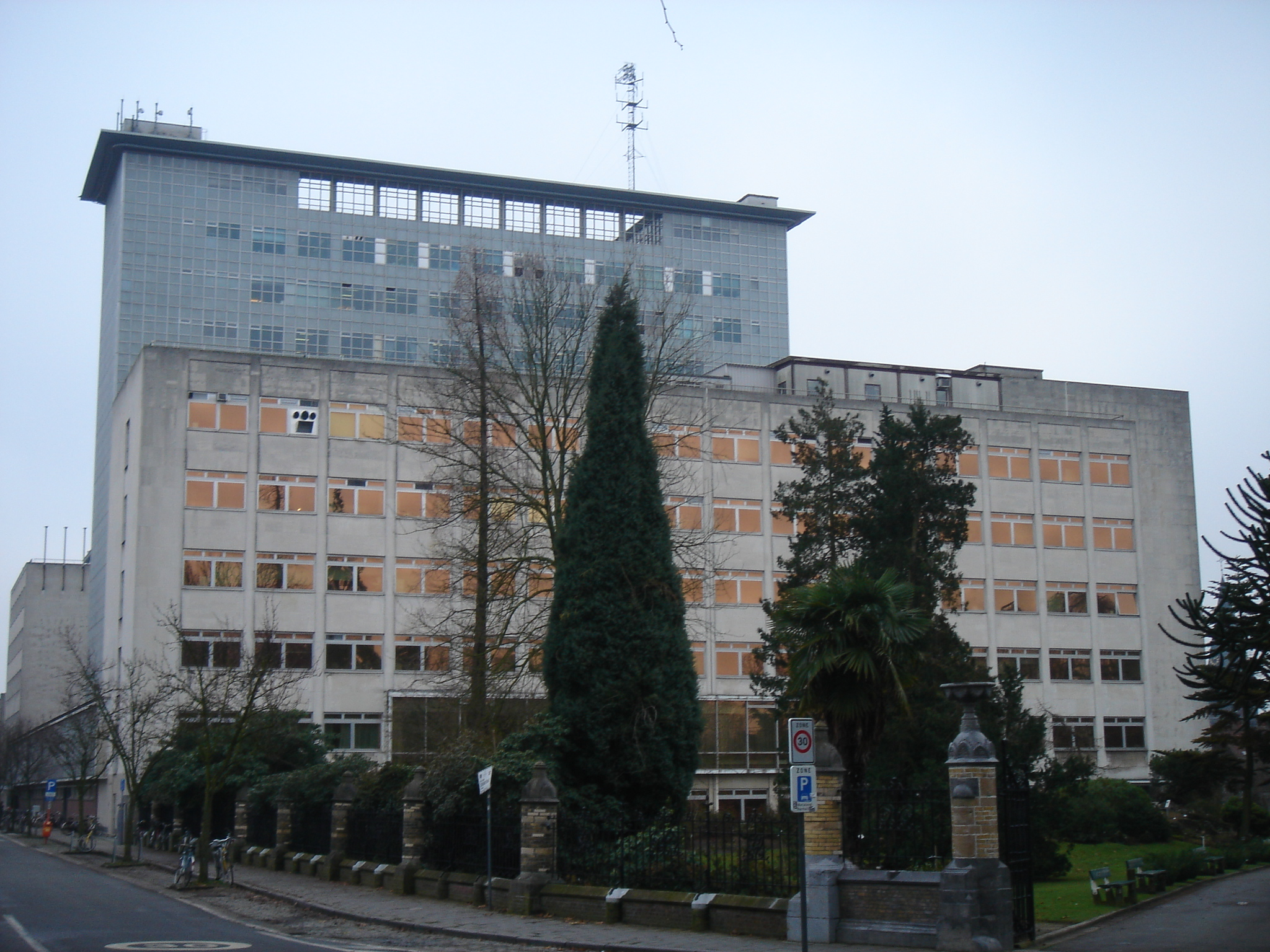
De Ledeganck, met een gedeelte van de plantentuin aan de voorkant
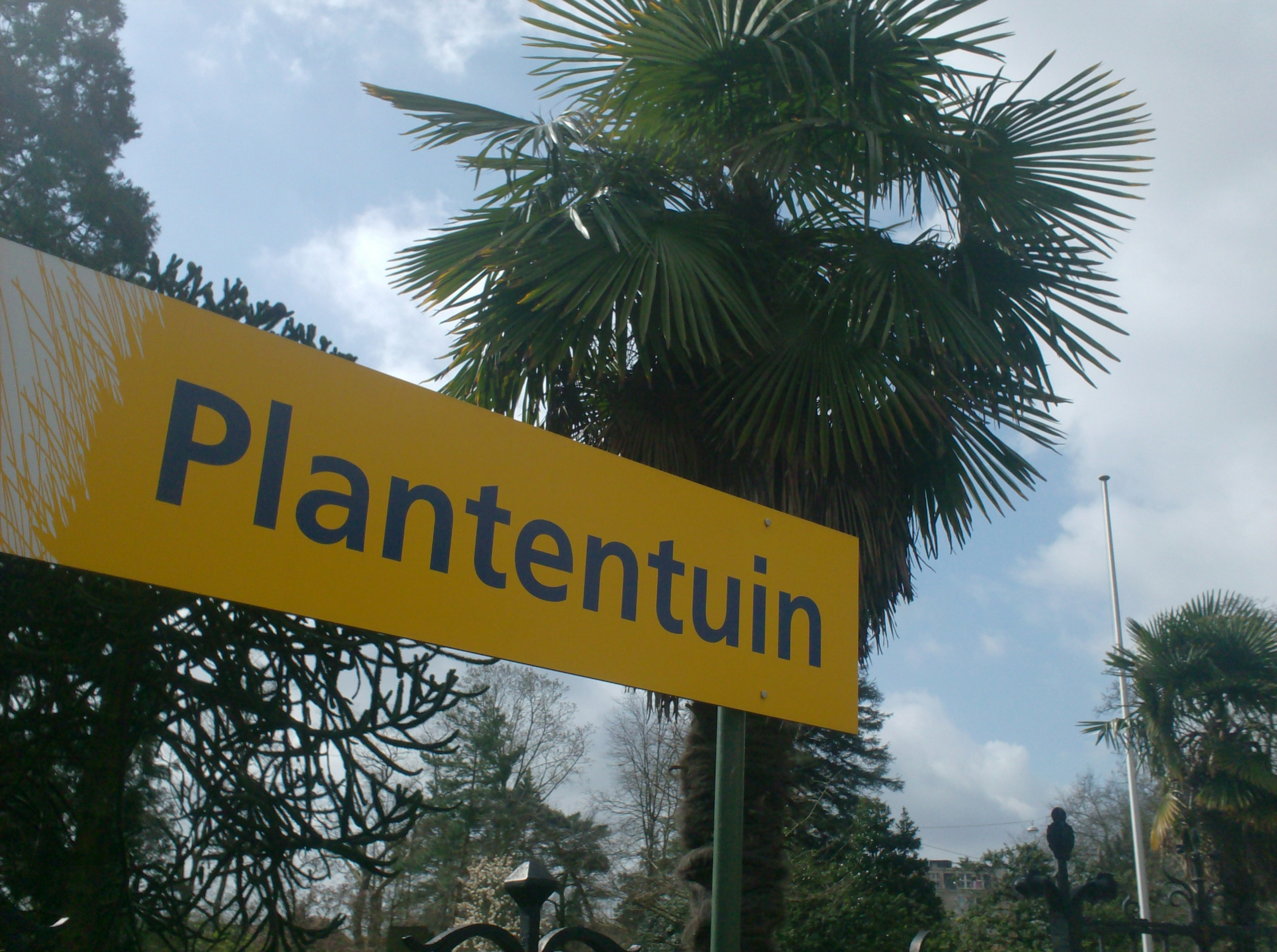
De tropische plantentuin
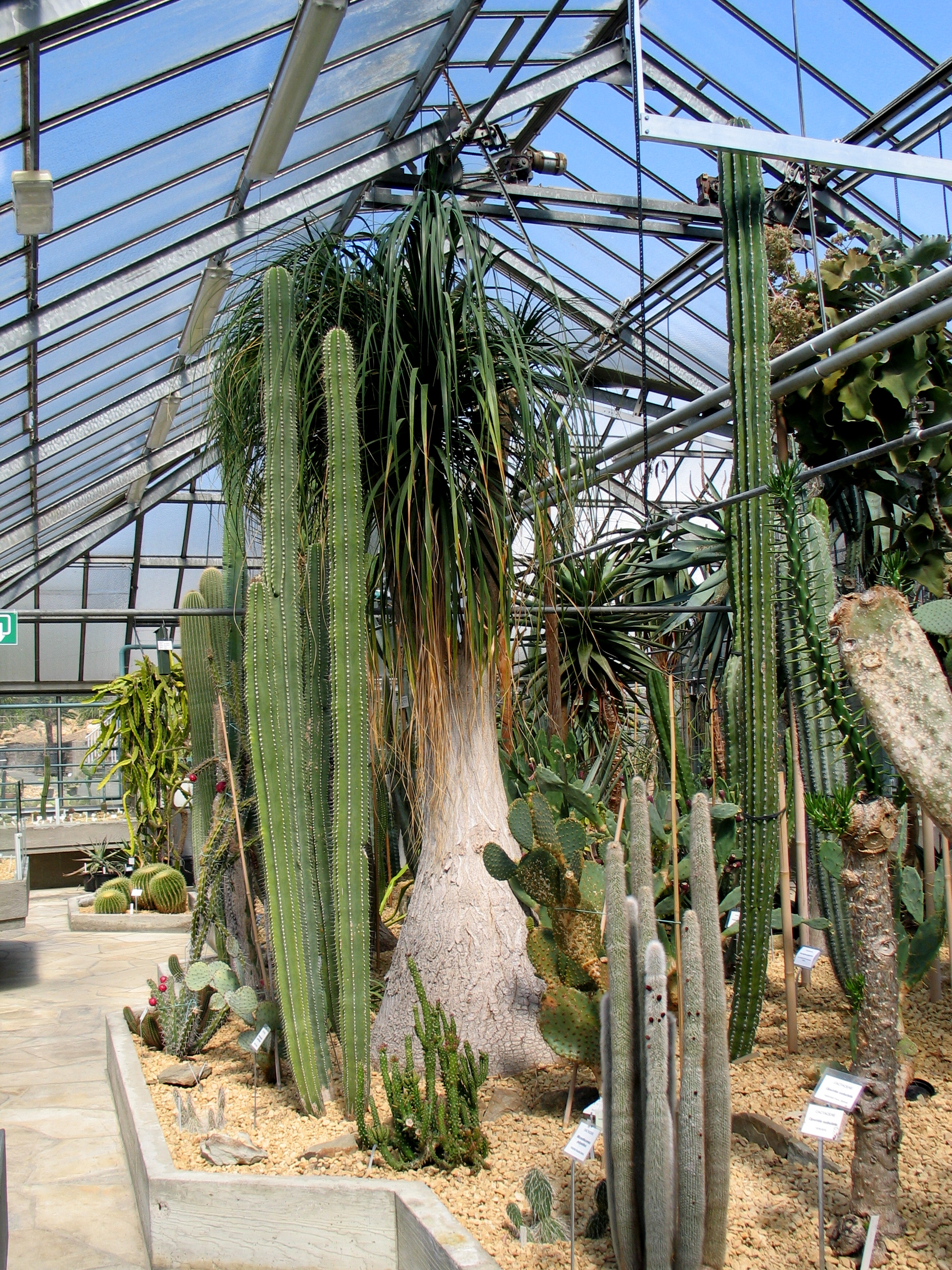
De succulentenkas
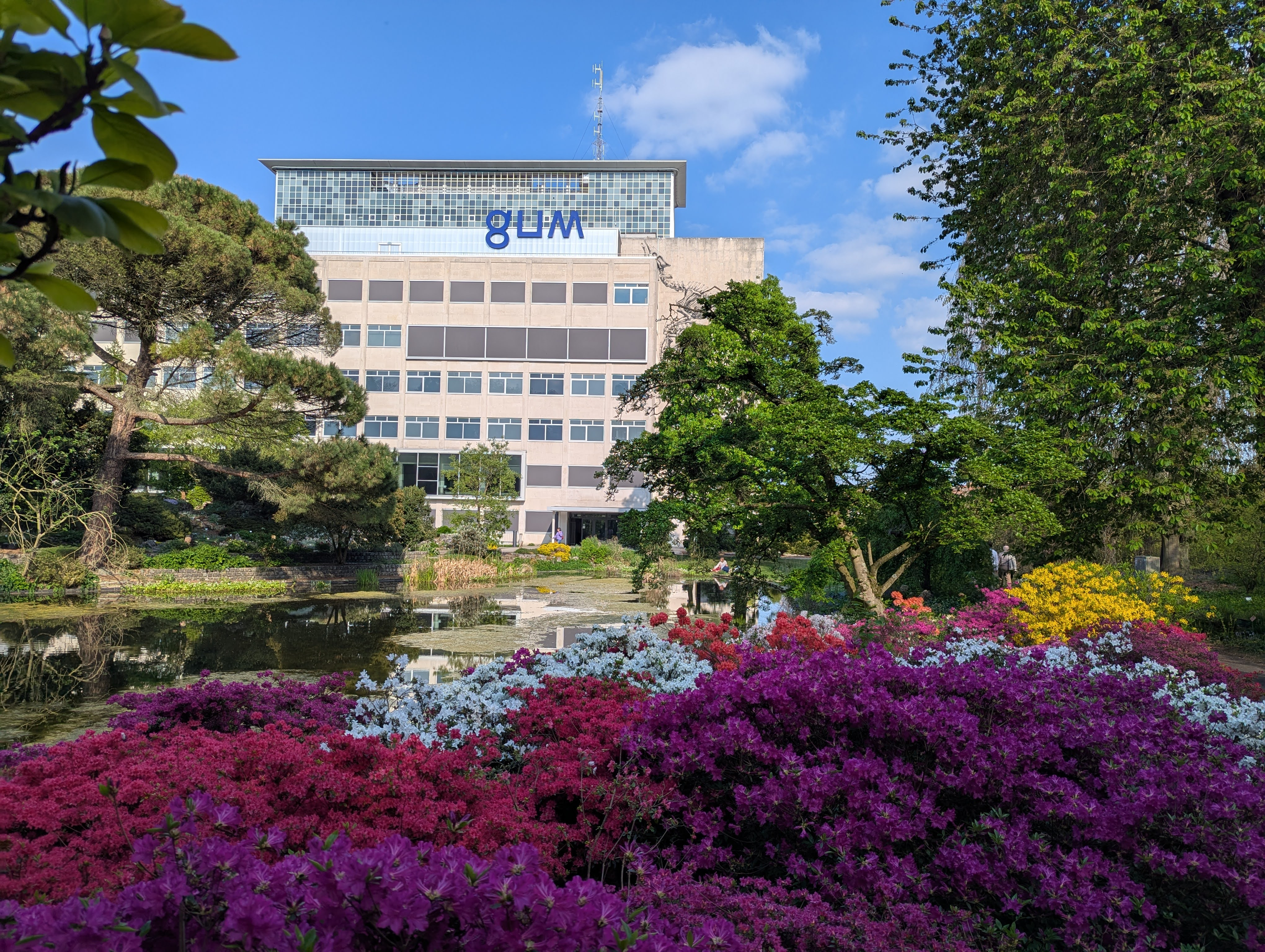
Bloemen in plantentuin met GUM op achtergrond